# Сёмаки (Житомирская область)
Сёмаки (укр. Сьомаки) — село на Украине, основано в 1676 году, находится в Бердичевском районе Житомирской области.
Код КОАТУУ — 1820881502. Население по переписи 2001 года составляет 206 человек. Почтовый индекс — 13322. Телефонный код — 4143. Занимает площадь 0,713 км².

## Адрес местного совета
13322, Житомирская область, Бердичевский р-н, с.Гальчин, ул.Ленина, 55